# Raffaele Lombardo
Raffaele Lombardo (Catania, 29 ottobre 1950) è un politico italiano, presidente della Regione Siciliana dal 2008 al 2012. Fondatore e leader del Movimento per le Autonomie (segretario fino al 26 luglio 2012), è stato presidente della Provincia di Catania dal 2003 al 2008 ed europarlamentare dal 1999 al 2008.
Coinvolto in un procedimento giudiziario con l'accusa di concorso esterno in associazione mafiosa e voto di scambio, viene assolto perché il fatto non sussiste da entrambe le accuse nel secondo processo d'Appello ed in forma definitiva dalla corte di Cassazione nel 2023.

## Biografia
Di famiglia originaria di Grammichele, nel Calatino, è laureato in medicina e chirurgia e specializzato in psichiatria forense. La sua carriera politica ha inizio alla fine degli anni sessanta, nelle file della sezione catanese del Movimento Giovanile della Democrazia Cristiana - guidato da Marco Follini - della quale è dirigente nazionale nel 1977.
Nella DC siciliana fa carriera nella corrente progressista di Calogero Mannino, del quale viene considerato uno dei delfini, opposto alla corrente facente capo ad Antonino Drago. Consigliere ed assessore comunale di Catania, il 22 giugno 1986 viene eletto deputato all'Assemblea Regionale Siciliana nel collegio di Catania per la DC, con 37.900 voti di preferenza su 204.647 di lista. Il 18 giugno 1991 è rieletto con 64.887 voti di preferenza su 241.659 di lista. Diviene, nell'agosto successivo, assessore regionale agli Enti Locali, nel 45º governo, guidato da Vincenzo Leanza fino all'aprile 1992, quando si dimette perché coinvolto in due inchieste giudiziarie.
Il 17 dicembre 1994 per le vicende giudiziarie Lombardo lascia con due anni di anticipo l'Assemblea regionale siciliana. Prosciolto dalle accuse, è eletto nel 1998 vicesegretario del Centro Cristiano Democratico siciliano. Nell'estate 1997 fa il giro del mondo la notizia che Lombardo avrebbe acquistato in un'asta pubblica per una cifra irrisoria un archivio di libri e affini degli eredi di Giovanni Verga. Dopo varie polemiche sul perché sull'asta il Comune di Catania non abbia esercitato il diritto di prelazione, Lombardo dona tutto al Comune.
Nel giugno 1999 è eletto europarlamentare per il CCD. È vicesindaco di Catania nel 2000 nella giunta Scapagnini, e si dimette nel 2003 perché eletto presidente della Provincia di Catania per il centrodestra. Nel 2004, viene riconfermato europarlamentare, dopo le dimissioni di Salvatore Cuffaro primo eletto, nell'UDC, partito del quale è segretario regionale dalla fondazione fino al 2005. Nell'aprile 2005 costituisce quattro liste, tra cui il Movimento per l'Autonomia che, raccogliendo complessivamente il 20% circa di voti, si rivelano decisive per rieleggere Umberto Scapagnini (Forza Italia) sindaco di Catania.
In seguito alle accuse di gestione antidemocratica del partito rivoltegli da alcuni esponenti dell'UDC siciliana, i cosiddetti "Quarantenni", alle richieste di commissariamento degli stessi, all'arrivo di Luca Volontè in qualità di supervisore e di Francesco D'Onofrio in qualità di commissario, Lombardo esce definitivamente dall'UDC e lancia il suo Movimento per l'Autonomia, prevalentemente su scala meridionale, con l'intenzione espressa di costituire una sorta di terzo polo in alternativa agli schieramenti tradizionali, come già avvenuto alle elezioni comunali di Messina del novembre 2005, dove era alleato con l'europarlamentare Nello Musumeci e la sua Alleanza Siciliana, poi confluita ne La Destra, causando la sconfitta del candidato di centro-destra.
Alle elezioni politiche del 2006 si allea con la Lega Nord di Umberto Bossi schierandosi quindi con la Casa delle libertà e Silvio Berlusconi, che nel programma di governo recepisce i punti programmatici per lo sviluppo del Sud del Paese. Ottiene sei deputati e un senatore. Alle elezioni politiche del 2008, alleato del Popolo della Libertà, ottiene otto deputati e due senatori, doppiando i voti ricevuti. Lombardo, plurieletto, si dimette dalla Camera il 29 aprile 2008.
Nel luglio 2012 si dimette da Segretario federale del Movimento per le Autonomie, al suo posto subentrano l'ex presidente della Regione Calabria Agazio Loiero (già coordinatore Nazionale del partito) e il senatore Giovanni Pistorio nominati dal Comitato Federale del Partito.

### Presidenza della Provincia
È stato eletto presidente della Provincia di Catania nel turno elettorale del 2003 (elezioni del 25 maggio), raccogliendo il 64,9% dei voti in rappresentanza di una coalizione di centrodestra. Nel novembre 2006 da una rilevazione de Il Sole 24 ore è risultato il Presidente di Provincia con il più alto indice di gradimento dei cittadini in Italia. Risultato confermato da una ricerca pubblicata nel dicembre 2007 (eseguita da Ekma Monitor su un campione nazionale di 180.000 intervistati), secondo cui Lombardo si posizionerebbe primo nella classifica di presidenti di Province più apprezzati in Italia, con un gradimento pari al 63,1%.
Il 12 febbraio 2008 ha presentato le sue dimissioni da presidente. Lombardo è stato anche presidente dell'URPS, l'Unione delle Province Siciliane.

### Parlamento europeo
Lombardo è stato dal 1999 al 2008 deputato del Parlamento europeo. Eletto nel 2004 per la lista dell'UDC nella circoscrizione isole, dopo rinuncia di Salvatore Cuffaro (per incompatibilità con la carica già ricoperta di presidente della Regione Siciliana). Lombardo ha ricevuto 124 000 preferenze. Nel giugno 1999 era stato già eletto europarlamentare per il CCD. Iscritto al gruppo parlamentare del Partito Popolare Europeo. Membro della Commissione per le libertà civili, la giustizia e gli affari interni; della Commissione per l'ambiente, la sanità pubblica e la sicurezza alimentare; della Delegazione per le relazioni con i paesi del Maghreb e l'Unione del Maghreb arabo (compresa la Libia); della Delegazione per le relazioni con il Canada.
Si è dimesso da questo incarico dopo l'elezione a presidente della Regione. Alle elezioni europee del 2009, il Movimento per le Autonomie si presenta alleato con La Destra di Francesco Storace, il Partito Pensionati di Carlo Fatuzzo e l'Alleanza di Centro di Francesco Pionati nella lista L'Autonomia, non raggiungendo tuttavia il quorum del 4%. Lombardo riceve nella sola circoscrizione V (isole) più di 200.000 preferenze, risultando il più votato della lista.

### Presidenza della Regione
Lombardo è stato Presidente della Regione Siciliana dal 24 aprile 2008 al 10 novembre 2012. L'articolo 9 dello Statuto speciale siciliano dal 2001 dà al Presidente della Regione il potere di nominare e revocare gli Assessori da preporre ai singoli rami dell'Amministrazione regionale. Le prime nomine sono state effettuate il 27 maggio 2008. Da allora il governo Lombardo ha conosciuto tre grandi rimpasti:
- I Giunta (PdL, MpA, UdC, tecnici; 30 maggio 2008 – 8 luglio 2009), vicepresidente Giambattista Bufardeci
- II Giunta (PdL, MpA, tecnici; 8 luglio 2009 – 15 gennaio 2010), vicepresidente Giambattista Bufardeci
- III Giunta (PdL Sicilia, MpA, tecnici; 15 gennaio 2010 – 28 settembre 2010), vicepresidente Michele Cimino
- IV Giunta (tecnici di area FLI, MpA, UdC, ApI, PD; 28 settembre 2010 – 31 luglio 2012), vicepresidente Massimo Russo

Il 24 febbraio 2008 ufficializza la sua candidatura alla presidenza della Regione Siciliana, sostenuto dal suo movimento, dal PdL e dall'UdC. Il 14 aprile viene eletto presidente, ottenendo oltre il 65% delle preferenze, sconfiggendo la candidata di PD, IdV e La Sinistra l'Arcobaleno Anna Finocchiaro, che si attesta al 30% circa. La coalizione da lui capeggiata ottiene 62 deputati regionali, e 28 il PD, unico partito che sosteneva la Finocchiaro a superare lo sbarramento del 5 per cento.
Il giorno stesso dell'insediamento a Palazzo d'Orleans (28 aprile), un utente della rete, utilizzando eMule, scopre casualmente una cartella in formato ZIP, contenente una sorta di data base delle richieste di raccomandazione inviate a Lombardo o ai suoi collaboratori dell'MpA. Il 3 marzo 2009 un sondaggio della Ekma assegna a Lombardo il 68,3 per cento dei consensi, primo tra tutti i presidenti delle Regioni italiane, in crescita di 5 punti rispetto al precedente sondaggio del luglio 2008.

#### Contrasti col Governo Berlusconi
Nel luglio 2009, lamentando l'abbandono del Sud, la carenza infrastrutturale e il trasferimento dei fondi Fas al Nord entra in polemica col Governo Berlusconi e minaccia di uscire dalla maggioranza.
Seguito da Io Sud di Adriana Poli Bortone e Gianfranco Micciché, che nel frattempo propone la nascita di un Partito del Sud, l'MPA si astiene dal votare la fiducia al Governo.
(Raffaele Lombardo)

#### La crisi del 2009
Il primo anno del governo Lombardo è costellato da lotte e divisioni all'interno della maggioranza di centrodestra, tanto che il 25 maggio 2009 lo stesso Lombardo decide di azzerare gli incarichi di tutti gli assessori chiedendo le loro dimissioni. A complicare la vita politica della giunta anche le indagini della DDA di Palermo nei confronti dell'assessore regionale ai beni Culturali dell'UdC Antonello Antinoro, indagato per voto di scambio. Nel giugno 2009 attua un rimpasto di governo, escludendo gli assessori dell'UDC dalla giunta.
Nell'autunno del 2009 si registra però uno scontro all'interno del Pdl siciliano che sostiene il governo Lombardo, tanto che a novembre il Sottosegretario alla Presidenza del Consiglio Gianfranco Micciché dà vita, insieme ai finiani, alla scissione del Pdl Sicilia. 
Tra le motivazioni della rottura il continuo scontro con l'area del partito facente capo al Ministro Angelino Alfano, al Presidente del Senato Renato Schifani ed ai coordinatori Giuseppe Castiglione e Domenico Nania sulle posizioni nei confronti del Governo Regionale siciliano. Dopo la scissione lo scontro all'interno della maggioranza siciliana si acuisce al punto che i deputati del PdL ufficiale votano contro il DPEF del Governo, mettendo in crisi Lombardo che arriva a dichiarare: «Con la bocciatura del DPEF, c'è stata la dissoluzione della maggioranza».
Nell'ultima settimana di dicembre 2009, Lombardo dà vita al suo terzo Governo nel giro di un anno e mezzo, lasciando fuori il "Pdl ufficiale" e contando sull'appoggio dei gruppi politici MpA, PdL Sicilia (un gruppo che si è staccato dal "PdL ufficiale") e Alleanza per l'Italia. Il Partito Democratico si è dichiarato disponibile al dialogo sulle riforme, ma ha escluso ogni altro sostegno al governo Lombardo.

#### Governo Lombardo quater con il PD
Nell'estate del 2010 il rapporto tra Raffaele Lombardo e Gianfranco Miccichè si deteriora. Quello che era il PdL Sicilia si spacca in Futuro e Libertà per l'Italia (nuova formazione politica guidata a livello nazionale da Gianfranco Fini) e nel gruppo di ex Forza Italia che annunciano la nascita di un nuovo partito, Forza del Sud di Miccichè.
Il 21 settembre 2010 viene presentato il quarto Governo della Presidenza Lombardo, composto esclusivamente da assessori tecnici e sostenuto da MpA, FLI, ApI, l'UdC di Casini (con la componente che fa capo a Totò Cuffaro e Saverio Romano all'opposizione, sotto il nome di Popolari per l'Italia di Domani) e il Partito Democratico.

#### Le dimissioni
Il 31 luglio 2012 si dimette dinanzi l'Assemblea regionale siciliana dalla carica di presidente con alcuni mesi di anticipo rispetto alla scadenza naturale del mandato prevista per l'aprile 2013. Lombardo ha dichiarato all'ARS di essersi dimesso per affrontare meglio le vicende giudiziarie che lo vedono coinvolto (è accusato di Concorso esterno in associazione mafiosa) e per evitare il voto regionale in contemporanea con quello per il rinnovo del parlamento nazionale. Resta in carica per l'ordinaria amministrazione fino alla proclamazione del nuovo presidente, dopo le elezioni anticipate (previste dallo Statuto speciale entro tre mesi), svoltesi il 28 ottobre 2012, elezioni nelle quali non si è candidato, sostenendo Miccichè come candidato presidente, ed eleggendo il figlio Salvatore, deputato regionale, tra le file del Partito dei Siciliani-MPA, che porta all'ARS 10 rappresentanti.

### Il ritorno da Berlusconi e la non rielezione
In occasione delle elezioni politiche del 2013 Lombardo ricolloca il Movimento per le Autonomie nella coalizione di centrodestra guidata da Silvio Berlusconi e che ha come principale alleato la Lega Nord di Roberto Maroni.
Il risultato delle elezioni politiche del 2013 è negativo per l'MpA-Partito dei Siciliani, che non elegge nessun parlamentare. Lombardo, candidato come capolista al Senato in Sicilia, non viene eletto.

### Il rientro in politica
Lombardo nel maggio del 2017, dopo la condanna in appello a due anni per voto di scambio e l'assoluzione in primo grado dall'accusa di concorso esterno alla mafia, torna a una convention del suo partito.
Dopo l'assoluzione in appello nel gennaio 2022 nel processo per concorso esterno in associazione mafiosa, decide di rientrare nel suo movimento.
Nel luglio del 2022 partecipa all’assemblea di MpA dove viene presentato il nuovo simbolo e i primi candidati in vista delle regionali che si terranno il 25 settembre in concomitanza con le elezioni politiche anticipate. Il mese successivo propone come candidato alla presidenza il magistrato Massimo Russo, suo ex assessore, quindi conferma il sostegno del suo movimento al candidato della coalizione di centrodestra Renato Schifani.

## Procedimenti giudiziari

### Corruzione (assolto)
Il 22 aprile 1992, è coinvolto in un'inchiesta riguardante irregolarità in un concorso pubblico all'Asl 35 di Catania, con l'accusa di interesse privato in atti d'ufficio e abuso d'ufficio. Dimessosi da assessore, Lombardo venne poi assolto in appello. Il 23 luglio 1994 è coinvolto in uno scandalo di un appalto da 48 miliardi di lire per i pasti all'ospedale Vittorio Emanuele II di Catania: secondo l'accusa, un comitato d'affari composto dai politici Rino Nicolosi, Salvo Andò, Antonino Drago e lo stesso Lombardo avrebbe garantito l'appalto all'azienda dell'ex presidente dell'Inter Ernesto Pellegrini, in cambio di una tangente di 5 miliardi di lire. Dimessosi da assessore, Lombardo venne nuovamente assolto in appello.
Viene sospeso (ai sensi della legge 55/1990) dalla carica di deputato e ciò fino al 29 settembre dello stesso anno. Il 17 marzo 2000 Pellegrini patteggia ammettendo di avere versato denaro ad alcuni politici, tra cui Lombardo, ma i giudici finiscono per considerare quel versamento solo un regalo: il reato venne derubricato a finanziamento illecito ai partiti, reato che per gli imputati risultava ormai prescritto. I giudici, in sostanza, non riconoscono nelle attività relative all'ospedale Vittorio Emanuele l'esistenza di un vero e proprio comitato d'affari: per questa ragione, gli imputati sono assolti dall'accusa di associazione a delinquere, inizialmente ipotizzata insieme alla corruzione. Dai giudici alla fine gli viene riconosciuto un indennizzo di 33 000 euro.

### Concorso esterno in associazione mafiosa (assolto)
Il 29 marzo 2010 il quotidiano La Repubblica scrive che Lombardo sarebbe indagato dalla Procura della Repubblica di Catania per concorso esterno in associazione mafiosa assieme al fratello Angelo e numerosi amministratori locali, perché in campagna elettorale in occasione delle elezioni regionali del 2008 avrebbero avuto l'appoggio della mafia. Ad accusare Lombardo sarebbero i pentiti Giuseppe e Paolo Mirabile, Santo La Causa, Eugenio Sturiale e Francesco Ercole Iacona nonché intercettazioni telefoniche ed ambientali che documentano contatti con i boss di Cosa Nostra catanese Vincenzo Aiello, Rosario Di Dio e Francesco La Rocca nonché con l'avvocato Raffaele Bevilacqua (esponente di primo piano della mafia ennese).
Lombardo dichiara il 12 aprile all'Assemblea regionale siciliana di non aver ancora ricevuto alcun avviso di garanzia. Il 3 novembre 2010 la Procura di Catania conferma il coinvolgimento del Presidente della Regione Siciliana in una indagine, anche se non ha richiesto alcun provvedimento nei suoi confronti.
Il 13 gennaio 2011 viene data notizia di un nuovo coinvolgimento di Lombardo in una vicenda giudiziaria, infatti risulta indagato insieme ad alcuni amministratori catanesi in un'inchiesta su promozioni facili e avanzamenti di carriera illeciti di dipendenti comunali a Catania. Secondo la Procura etnea Lombardo e gli altri indagati avrebbero favorito tali promozioni ed avanzamenti alla vigilia delle elezioni amministrative in modo da favorire il voto di scambio. Il 9 aprile 2011, la procura di Catania, nell'ambito della Inchiesta Iblis, comunica l'avviso di chiusura delle indagini per concorso esterno in associazione di tipo mafioso di 56 indagati tra cui il presidente Raffaele Lombardo. Il 13 giugno la procura comunica l'intenzione di archiviare la posizione di Lombardo e di altri indagati (fra cui il fratello), poiché alla luce degli elementi emersi "l'accusa sarebbe insostenibile".
Il 29 marzo 2012 il Giudice per le indagini preliminari di Catania Luigi Barone ha disposto l'imputazione coatta per il governatore siciliano riguardo all'accusa di concorso esterno in associazione di tipo mafioso, nell'ambito dell'Inchiesta Iblis. Il 28 luglio 2012, si dimette da Presidente della Regione Siciliana restando in carica per l'ordinaria amministrazione fino al 10 novembre dello stesso anno.
Il 19 febbraio 2014 Raffaele Lombardo venne condannato in primo grado con rito abbreviato per concorso esterno in associazione mafiosa alla pena di 6 anni e 8 mesi di reclusione, all'interdizione perpetua dai pubblici uffici e ad un anno di libertà vigilata.
Il 31 marzo 2017 la Corte d'Appello di Catania lo assolve dall'accusa di concorso esterno in associazione mafiosa, condannandolo a 2 anni di reclusione per voto di scambio. L'anno successivo la Corte di Cassazione annullò la sentenza di assoluzione, disponendo la celebrazione di un nuovo processo d'appello 
Nel gennaio del 2022 viene assolto da entrambe le accuse nel secondo processo d'Appello.
Il 7 marzo 2023 la Cassazione ha confermato la sentenza di assoluzione.

### Voto di scambio in favore di Toti Lombardo (assolto)
Il 17 dicembre 2020 viene assolto insieme al figlio Toti dalla Corte di cassazione dall'accusa di voto di scambio in favore dell'elezione del figlio all'ARS poiché il fatto non sussiste, annullando così la sentenza d'appello emessa, il 10 luglio del 2019, dalla Corte d’appello di Catania che li condannava ad un anno ciascuno.